# Səbail Futbol Klubu
Səbail Futbol Klubu é uma equipe azeri de futebol com sede em Baku, Disputa a primeira divisão de Azerbaijão (Liga Yuksak).
Seus jogos são mandados no Bayil Arena, que possui capacidade para 6.000 espectadores.